# John Barry (compositore)
John Barry Prendergast (York, 3 novembre 1933 – Oyster Bay, 30 gennaio 2011) è stato un compositore e arrangiatore britannico, autore di colonne sonore cinematografiche.
Durante la sua carriera Barry ha ricevuto cinque Oscar ed è noto per aver composto la colonna sonora di dodici film della serie di James Bond. È stato marito dell'attrice Jane Birkin da cui ha avuto la figlia Kate (1967-2013).

## Biografia
John Barry nacque a York nel 1933 e si formò come autodidatta, lavorando come proiezionista e suonando la tromba in una banda militare. Successivamente prese lezioni di musica per corrispondenza e all'inizio degli anni cinquanta divenne il leader di un gruppo musicale, i John Barry Seven, che ebbe in Gran Bretagna un breve periodo di notorietà.
La sua prima collaborazione cinematografica risale al 1959 con il film Beat Girl, per il quale scrisse la canzone Made You. A questo film seguirono I gangsters di Piccadilly (1960) e, nel 1962, Agente 007 - Licenza di uccidere, prima delle dodici colonne sonore composte per la serie di James Bond tra il 1962 e il 1987. Ingaggiato da Albert R. Broccoli per questo primo film come spalla di Monty Norman, ebbe con il film successivo A 007 dalla Russia con amore la completa responsabilità delle musiche componendo in appoggio al James Bond Theme di Norman il melodioso tema d'azione "007" utilizzato poi in altri film della serie. Nel 1964 scrisse per i titoli di testa di Agente 007 - Missione Goldfinger la canzone cantata da Shirley Bassey con le parole di Leslie Bricusse e Anthony Newley, che fu campione di vendite in tutto il mondo.
Per Agente 007 - Thunderball: Operazione tuono coniugò la prorompente voce di Tom Jones con una forte melodia sulle orme del film, così come il dolce tema per Agente 007 - Si vive solo due volte, cantato da Nancy Sinatra con testo di Leslie Bricusse, evocante l'ambientazione giapponese del film.
Con l'abbandono della serie da parte di Sean Connery e l'arrivo dell'australiano George Lazenby, per Agente 007 - Al servizio segreto di Sua Maestà Barry reinventò il James Bond Theme adattandolo al cambio di attore e rendendolo più tagliente. Scrisse inoltre per Louis Armstrong, con parole di Hal David, la canzone d'amore chiave del film tratta dalle ultime parole di Bond alla moglie assassinata: We Have All the Time in the World. Infine, come tema conduttore del film, utilizzò sintetizzatori e corni alpini.
Nel 1971 scrisse il tema della famosa serie televisiva Attenti a quei due con Roger Moore e Tony Curtis; nella sua carriera vinse quattro (su sei candidature) premi Oscar alla migliore colonna sonora: nel 1967 per Nata libera, nel 1969 per Il leone d'inverno, nel 1986 per La mia Africa e nel 1991 per Balla coi lupi.
Nel 1977 compone il brano The Deep, colonna sonora del film Abissi, cantato da Donna Summer.
John Barry morì per un attacco cardiaco il 30 gennaio 2011 nella sua casa di Oyster Bay, all'età di 77 anni.
Il 20 giugno 2011 si tenne un concerto commemorativo alla Royal Albert Hall di Londra, dove la Royal Philharmonic Orchestra, Shirley Bassey, Rumer, David Arnold, Wynne Evans e altri eseguirono la musica di Barry. Anche Sir George Martin, Sir Michael Parkinson, Don Black, Timothy Dalton e altri contribuirono alla celebrazione della sua vita e del suo lavoro. L'evento fu sponsorizzato dal Royal College of Music attraverso una sovvenzione della Broccoli Foundation.

## Vita privata
Barry si sposò quattro volte. I suoi primi tre matrimoni, con Barbara Pickard (1959-1963), Jane Birkin (1965-1968) e Jane Sidey (1969-1978) si conclusero tutti con un divorzio. Il matrimonio con la sua quarta moglie, Laurie, durò dal gennaio 1978 fino alla morte di Barry. La coppia ebbe un figlio, Jonpatrick. Barry ebbe tre figlie: Suzanne con la sua prima moglie Barbara; Kate con la sua seconda moglie Jane; e Sian, da una relazione con Ulla Larson tra i primi due matrimoni. 
Nel 1975, Barry si trasferì negli Stati Uniti. Un giudice britannico in seguito lo accusò di essere emigrato per evitare di pagare 134.000 sterline dovute all'Agenzia delle Entrate. La questione fu risolta alla fine degli anni ottanta e Barry fu in grado di tornare nel Regno Unito. Successivamente visse per molti anni negli Stati Uniti, principalmente a Oyster Bay, New York, a Centre Island e Long Island, dal 1980. 
Nel 1988 Barry subì una rottura dell'esofago, a seguito di una reazione tossica a un tonico per la salute che aveva consumato. L'incidente lo rese incapace di lavorare per due anni e lo lasciò vulnerabile alla polmonite.

## Premi
Cinque Premi Oscar
- 1967 - Miglior canzone originale per Nata libera
- 1967 - Miglior colonna sonora originale per Nata libera
- 1969 - Miglior colonna sonora originale per Il leone d'inverno
- 1986 - Miglior colonna sonora originale per La mia Africa
- 1991 - Miglior colonna sonora originale per Balla coi lupi

Cinque Grammy Awards
- 1970 - Miglior tema strumentale per Un uomo da marciapiede
- 1986 - Miglior performance strumentale Jazz per Cotton Club
- 1987 - Miglior composizione strumentale per La mia Africa
- 1992 - Miglior composizione strumentale per Balla coi lupi

## Filmografia parziale

### Serie 007
- Agente 007 - Licenza di uccidere (1962)
- A 007, dalla Russia con amore (1963)
- Agente 007 - Missione Goldfinger (1964)
- Agente 007 - Thunderball (Operazione tuono) (1965)
- Agente 007 - Si vive solo due volte (1967)
- Agente 007 - Al servizio segreto di Sua Maestà (1969)
- Agente 007 - Una cascata di diamanti (1971)
- Agente 007 - L'uomo dalla pistola d'oro (1974)
- Moonraker - Operazione spazio (1979)
- Octopussy - Operazione piovra (1983)
- 007 - Bersaglio mobile (1985)
- 007 - Zona pericolo (1987)

### Filmografia
- Beat Girl (1959) di Edmond T. Gréville
- I gangsters di Piccadilly (Never Let Go) (1960) di John Guillermin
- Agente 007 - Licenza di uccidere (Dr. No) (1962) di Terence Young (solo direzione musicale)
- A 007, dalla Russia con amore (From Russia with Love) (1963) di Guy Hamilton
- Zulu (1964) di Cyril Endfield
- Ventimila sterline per Amanda (Seance on a Wet Afternoon) (1964) di Bryan Forbes
- Non tutti ce l'hanno (The Knack... and How To Get It)  (1965) di Richard Lester
- Qualcuno da odiare (King Rat) (1965) di Bryan Forbes
- Ipcress (The Ipcress File) (1965) di Sidney J. Furie
- La caccia (The Chase) (1966) di Arthur Penn
- Nata libera (Born Free) (1966) di James Hill
- La cassa sbagliata (The Wrong Box) (1966) di Bryan Forbes
- Quiller Memorandum (The Quiller Memorandum) (1966) di Michael Anderson
- Bisbigli (The Whisperers) (1967) di Bryan Forbes
- Agente 007 - Si vive solo due volte (You Only Live Twice) (1967) di Lewis Gilbert
- Petulia (1968) di Richard Lester
- La scogliera dei desideri (Boom) (1968) di Joseph Losey
- Passo falso (Deadfall) (1968) di Bryan Forbes
- Il leone d'inverno (The Lion in Winter) (1968) di Anthony Harvey
- Un uomo da marciapiede (Midnight Cowboy) (1969) di John Schlesinger
- Agente 007 - Al servizio segreto di Sua Maestà (On Her Majesty's Secret Service) (1969) di Peter R. Hunt
- La virtù sdraiata (The Appointment) (1969) di Sidney Lumet
- L'inizio del cammino (Walkabout) (1971) di Nicolas Roeg
- L'ultima valle (The Last Valley) (1971) di James Clavell
- Agente 007 - Una cascata di diamanti (Diamonds Are Forever) (1971) di Guy Hamilton
- Maria Stuarda, regina di Scozia (Mary Queen of Scots) (1971) di Charles Jarrott
- Detective privato... anche troppo (Follow Me!) (1972) di Carol Reed
- Le avventure di Alice nel paese delle meraviglie (Alice's Adventures in Wonderland) (1972) di William Sterling
- Agente 007 - L'uomo dalla pistola d'oro (The Man with the Golden Gun) (1974) di Guy Hamilton
- Il ragazzo del mare (The Dove) (1974) di Charles Jarrott
- King Kong (1976) di John Guillermin
- Robin e Marian (Robin and Marian) (1976) di Richard Lester
- Sfida a White Buffalo (The White Buffalo) (1977) di Jack Lee Thompson
- Abissi  (The Deep) (1977) di Peter Yates
- L'ultimo combattimento di Chen (The Game of Death) (1978) di Robert Clouse
- Scontri stellari oltre la terza dimensione (Starcrash) (1978) di Luigi Cozzi
- The Black Hole - Il buco nero (1979) di Gary Nelson
- Una strada, un amore (Hanover Street) (1979) di Peter Hyams
- Moonraker - Operazione spazio (Moonraker) (1979) di Lewis Gilbert
- Giochi nel buio (Night Games) (1979) di Roger Vadim
- Ovunque nel tempo (Somewhere in Time) (1980) di Jeannot Szwarc
- I ragazzi del Max's bar (Inside Moves) (1980) di Richard Donner
- Blitz nell'oceano (Raise the Titanic) (1981) di Jerry Jameson
- La leggenda del ranger solitario (The Legend of the Lone Ranger) (1981) di William A. Fraker
- Brivido caldo (Body Heat) (1981) di Lawrence Kasdan
- Hammett - Indagine a Chinatown (Hammett) (1982) di Wim Wenders
- Frances (1982) di Graeme Clifford
- Avventurieri ai confini del mondo (High Road to China) (1983) di Brian G. Hutton
- Octopussy - Operazione piovra (Octopussy) (1983) di John Glen
- Cotton Club (The Cotton Club) (1984) di Francis Ford Coppola
- Fino a settembre (Until September) (1984) di Richard Marquand
- Doppio taglio (Jagged Edge) (1985) di Richard Marquand
- La mia Africa (Out of Africa) (1985) di Sydney Pollack
- 007 - Bersaglio mobile (A View to a Kill) (1985) di John Glen
- Howard e il destino del mondo (Howard the Duck) (1986) di Willard Huyck
- A Killing Affair (1986) di Richard C. Sarafian
- Il bambino d'oro (The Golden Child) (1986) di Michael Ritchie
- Peggy Sue si è sposata (Peggy Sue Got Married) (1986) di Francis Ford Coppola
- Hearts of Fire (1987) di Richard Marquand
- 007 - Zona pericolo (The Living Daylights) (1987) di John Glen
- Masquerade (1988) di Bob Swaim
- Balla coi lupi (Dances with Wolves) (1990) di Kevin Costner
- Charlot (Chaplin) (1992) di Richard Attenborough
- Ruby Cairo (1992) di Graeme Clifford
- Proposta indecente (Indecent Proposal) (1993) di Adrian Lyne
- My life - Questa mia vita (My Life) (1993) di Bruce Joel Rubin
- Lo specialista (The Specialist) (1994) di Luis Llosa
- Terra amata - Cry, the Beloved Country (1995) di Darrell Roodt
- Across the Sea of Time (1995) (3D IMAX movie)
- La lettera scarlatta (The Scarlet Letter) (1995) di Roland Joffé
- Lo straniero che venne dal mare (Swept from the Sea) (1997) di Beeban Kidron
- Codice Mercury (Mercury Rising) (1998) di Harold Becker
- Scherzi del cuore (Playing by Heart) (1998) di Willard Carrol
- Enigma (2001) di Michael Apted

Televisione
- Sophia Loren in Rome (1964)
- Attenti a quei due (The Persuaders) (1971)

## Curiosità
- Nel 1981 vinse il Razzie Awards per la peggiore canzone The Man in the Mask abbinata al film La leggenda del ranger solitario.
- La sua casa a Londra compare nel film di James Bond Skyfall come l'abitazione di M.